# Championnat de France de football 2002-2003
Navigation
Division 1 2001-2002 Ligue 1 2003-2004
Le Championnat de France de football 2002-2003 est la 65e édition du championnat de football en France, la première sous la dénomination Ligue 1.
La compétition est remportée par l'Olympique lyonnais pour la 2e année consécutive. Après plus de 10 ans de changements incessants d'une année sur l'autre en tête de la Division 1, un club réussit à conserver son titre de champion de France. Il y a à nouveau 20 clubs en lice, et une nouvelle appellation du Championnat de France de football apparaît : la Ligue 1 (en remplacement de la Division 1). À cette occasion, la Ligue de football professionnel a dévoilé un nouveau trophée pour le champion de France : le Trophée de Ligue 1 représentant de manière stylisée le torse d'un joueur de football et de couleur gris argenté.

## Les 20 clubs participants
| \| AC Ajaccio AJ Auxerre SC Bastia FC Girondins de Bordeaux EA Guingamp RC Lens Lille OSC Olympique lyonnais Olympique de Marseille AS Monaco FC Montpellier HSC FC Nantes OGC Nice Paris SG Stade rennais FC FC Sochaux RC Strasbourg CS Sedan Le Havre AC ES Troyes AC \| Localisation des clubs engagés dans le championnat. |
| AC Ajaccio AJ Auxerre SC Bastia FC Girondins de Bordeaux EA Guingamp RC Lens Lille OSC Olympique lyonnais Olympique de Marseille AS Monaco FC Montpellier HSC FC Nantes OGC Nice Paris SG Stade rennais FC FC Sochaux RC Strasbourg CS Sedan Le Havre AC ES Troyes AC                                                           |

| - FC Girondins de Bordeaux - EA Guingamp - Olympique de Marseille - RC Lens - Le Havre AC | - AC Ajaccio - Auxerre - Bastia - Lille OSC - Olympique lyonnais | - Paris SG - AS Monaco FC - Montpellier HSC - FC Nantes - OGC Nice | - Stade rennais FC - CS Sedan-Ardennes - FC Sochaux - RC Strasbourg - ES Troyes AC |

Promus de Ligue 2
- AC Ajaccio : Champion de Ligue 2 la saison passée
- RC Strasbourg : Vice-Champion de Ligue 2 la saison passée
- OGC Nice : 3e de Ligue 2 la saison passée
- Le Havre AC : 4e de Ligue 2 la saison passée

Classement des clubs selon l'année de leur dernière montée dans l'élite
| Club                     | Dernière montée | Club              | Dernière montée |
| ------------------------ | --------------- | ----------------- | --------------- |
| FC Nantes                | 1963            | CS Sedan-Ardennes | 1999            |
| Paris SG                 | 1974            | ES Troyes AC      | 1999            |
| AS Monaco FC             | 1977            | Lille OSC         | 2000            |
| AJ Auxerre               | 1980            | EA Guingamp       | 2000            |
| Olympique lyonnais       | 1989            | FC Sochaux        | 2001            |
| RC Lens                  | 1991            | Montpellier HSC   | 2001            |
| FC Girondins de Bordeaux | 1992            | AC Ajaccio        | 2002            |
| Stade rennais FC         | 1994            | RC Strasbourg     | 2002            |
| SC Bastia                | 1994            | OGC Nice          | 2002            |
| Olympique de Marseille   | 1996            | Le Havre AC       | 2002            |

## Classement final
Le classement est calculé avec le barème de points suivant : une victoire vaut trois points, le match nul un. La défaite ne rapporte aucun point.
Les premiers critères de départage sont :
- plus grande « différence de buts générale » (buts marqués moins encaissés sur la saison) ;
- plus grand nombre de buts marqués.

| Rang | Équipe                 | Pts | J  | G  | N  | P  | Bp | Bc | Diff |
| ---- | ---------------------- | --- | -- | -- | -- | -- | -- | -- | ---- |
| 1    | Olympique lyonnais T S | 68  | 38 | 19 | 11 | 8  | 63 | 41 | +22  |
| 2    | AS Monaco FC L         | 67  | 38 | 19 | 10 | 9  | 66 | 33 | +33  |
| 3    | Olympique de Marseille | 65  | 38 | 19 | 8  | 11 | 41 | 36 | +5   |
| 4    | Girondins de Bordeaux  | 64  | 38 | 18 | 10 | 10 | 57 | 36 | +21  |
| 5    | FC Sochaux-Montbéliard | 64  | 38 | 17 | 13 | 8  | 46 | 31 | +15  |
| 6    | AJ Auxerre C           | 64  | 38 | 18 | 10 | 10 | 38 | 29 | +9   |
| 7    | EA Guingamp            | 62  | 38 | 19 | 5  | 14 | 59 | 46 | +13  |
| 8    | RC Lens                | 57  | 38 | 14 | 15 | 9  | 43 | 31 | +12  |
| 9    | FC Nantes              | 56  | 38 | 16 | 8  | 14 | 37 | 39 | -2   |
| 10   | OGC Nice P             | 55  | 38 | 13 | 16 | 9  | 39 | 31 | +8   |
| 11   | Paris Saint-Germain    | 54  | 38 | 14 | 12 | 12 | 47 | 36 | +11  |
| 12   | SC Bastia              | 47  | 38 | 12 | 11 | 15 | 40 | 48 | -8   |
| 13   | RC Strasbourg P        | 45  | 38 | 11 | 12 | 15 | 40 | 54 | -14  |
| 14   | Lille OSC              | 42  | 38 | 10 | 12 | 16 | 29 | 44 | -15  |
| 15   | Stade rennais FC       | 40  | 38 | 10 | 10 | 18 | 35 | 45 | -10  |
| 16   | Montpellier HSC        | 40  | 38 | 10 | 10 | 18 | 37 | 54 | -17  |
| 17   | AC Ajaccio P           | 39  | 38 | 9  | 12 | 17 | 29 | 49 | -20  |
| 18   | Le Havre AC P          | 38  | 38 | 10 | 8  | 20 | 27 | 47 | -20  |
| 19   | CS Sedan-Ardennes      | 36  | 38 | 9  | 9  | 20 | 41 | 59 | -18  |
| 20   | ES Troyes AC           | 31  | 38 | 7  | 10 | 21 | 23 | 48 | -25  |

Qualifications européennes
Ligue des champions 2003-2004
- 1er et 2e : phase de groupes
- 3e : 3e tour préliminaire

Coupe UEFA 2003-2004
- 4e et vainqueurs des coupes[1] : 1er tour
- RC Lens[2] : 1er tour préliminaire

Coupe Intertoto 2003
- 6e et 7e : 3e tour
- 8e : 2e tour

Relégation
- 18e, 19e et 20e : Ligue 2 2003-2004

Abréviations
T : Tenant du titre

C : Vainqueur de la Coupe de France 2002-2003

L : Vainqueur de la Coupe de la Ligue 2002-2003

P : Promus de Division 2 2001-2002

S : Vainqueur du Trophée des champions 2002

## Matchs
| Résultats (▼dom., ►ext.)                                   | ACA | AJA | SCB | GDB | EAG | HAC | RCL | LOSC | OL  | OM  | ASM | MHSC | FCN | OGCN | PSG | SRFC | CSSA | FCSM | RCS | ESTAC |
| AC Ajaccio                                                 |     | 1-0 | 1-1 | 1-6 | 0-2 | 1-2 | 0-0 | 2-2  | 0-1 | 0-2 | 2-4 | 0-0  | 1-0 | 2-0  | 0-0 | 1-0  | 1-0  | 0-1  | 0-0 | 1-0   |
| AJ Auxerre                                                 | 1-0 |     | 1-0 | 1-0 | 2-1 | 1-0 | 0-0 | 0-0  | 1-2 | 0-0 | 1-1 | 2-0  | 0-1 | 0-2  | 2-0 | 1-0  | 3-1a | 2-0  | 0-0 | 1-0   |
| SC Bastia                                                  | 1-2 | 2-0 |     | 2-1 | 0-2 | 3-1 | 1-1 | 1-0  | 2-0 | 2-0 | 1-0 | 1-2  | 3-1 | 1-1  | 1-0 | 3-1  | 0-1  | 2-2  | 1-1 | 1-1   |
| FC Girondins de Bordeaux                                   | 1-0 | 0-1 | 0-2 |     | 4-2 | 2-0 | 1-0 | 2-0  | 0-1 | 3-1 | 2-2 | 3-1  | 0-0 | 4-0  | 0-0 | 2-0  | 2-2  | 2-0  | 1-2 | 1-0   |
| EA Guingamp                                                | 3-1 | 0-2 | 3-0 | 0-0 |     | 1-2 | 1-0 | 1-0  | 3-3 | 0-0 | 3-1 | 3-1  | 2-0 | 0-0  | 3-2 | 3-0  | 0-1  | 2-0  | 2-3 | 2-0   |
| Le Havre AC                                                | 0-1 | 0-1 | 2-0 | 1-0 | 1-2 |     | 1-3 | 0-0  | 1-2 | 1-3 | 0-3 | 1-0  | 1-1 | 2-1  | 0-1 | 0-1  | 2-1  | 1-0  | 1-1 | 1-0   |
| RC Lens                                                    | 1-1 | 3-1 | 2-0 | 3-3 | 1-3 | 1-0 |     | 0-0  | 2-2 | 0-1 | 1-0 | 4-0  | 0-1 | 0-0  | 3-2 | 1-0  | 4-0  | 1-1  | 1-1 | 1-0   |
| Lille OSC                                                  | 2-0 | 2-2 | 1-1 | 0-3 | 2-1 | 1-0 | 0-2 |      | 2-1 | 3-0 | 1-3 | 2-0  | 0-1 | 0-3  | 2-1 | 1-0  | 0-0  | 1-0  | 0-1 | 0-0   |
| Olympique lyonnais                                         | 3-1 | 3-0 | 4-1 | 4-2 | 1-4 | 2-1 | 1-0 | 0-0  |     | 1-0 | 1-3 | 1-1  | 0-0 | 2-2  | 1-0 | 4-1  | 6-1  | 4-1  | 2-1 | 0-0   |
| Olympique de Marseille                                     | 3-1 | 0-0 | 2-1 | 2-1 | 0-2 | 2-0 | 1-0 | 2-0  | 1-1 |     | 1-1 | 2-0  | 0-2 | 2-0  | 0-3 | 2-0  | 4-2  | 1-0  | 1-0 | 0-0   |
| AS Monaco FC                                               | 3-2 | 3-1 | 0-0 | 0-1 | 4-0 | 1-1 | 1-1 | 1-1  | 2-0 | 0-1 |     | 3-1  | 2-1 | 0-1  | 3-1 | 2-1  | 3-0  | 1-0  | 2-0 | 6-0   |
| Montpellier HSC                                            | 0-1 | 0-0 | 2-2 | 0-1 | 2-0 | 0-0 | 0-2 | 1-0  | 1-1 | 1-2 | 1-2 |      | 1-0 | 2-2  | 1-1 | 1-0  | 2-0  | 0-2  | 2-1 | 2-2   |
| FC Nantes                                                  | 1-0 | 1-4 | 1-0 | 0-0 | 0-4 | 2-0 | 2-2 | 1-0  | 1-0 | 1-0 | 0-2 | 3-1  |     | 0-0  | 1-1 | 1-0  | 4-1  | 0-1  | 4-1 | 2-1   |
| OGC Nice                                                   | 3-0 | 1-0 | 2-0 | 1-1 | 1-0 | 1-2 | 0-0 | 2-0  | 0-1 | 2-0 | 1-0 | 2-1  | 1-1 |      | 0-0 | 0-0  | 0-0  | 2-2  | 4-0 | 1-0   |
| Paris SG                                                   | 2-2 | 1-0 | 1-1 | 1-1 | 5-0 | 1-0 | 0-1 | 1-0  | 2-0 | 3-0 | 2-1 | 1-3  | 0-1 | 1-1  |     | 0-0  | 2-0  | 1-1  | 3-0 | 4-2   |
| Stade rennais FC                                           | 0-0 | 0-0 | 0-1 | 3-4 | 2-1 | 0-0 | 1-1 | 5-1  | 0-1 | 1-3 | 0-0 | 3-1  | 1-0 | 2-2  | 1-0 |      | 1-0  | 2-2  | 2-3 | 0-0   |
| CS Sedan-Ardennes                                          | 1-1 | 1-2 | 2-2 | 0-1 | 2-0 | 4-0 | 0-1 | 0-1  | 1-1 | 1-2 | 2-2 | 1-2  | 1-0 | 3-0  | 3-1 | 1-3  |      | 0-0  | 2-1 | 4-0   |
| FC Sochaux                                                 | 1-1 | 1-1 | 2-0 | 2-0 | 0-0 | 1-0 | 3-0 | 2-2  | 2-1 | 3-0 | 0-0 | 0-0  | 4-2 | 1-0  | 0-0 | 1-0  | 2-1  |      | 2-0 | 1-0   |
| RC Strasbourg                                              | 1-1 | 1-2 | 2-0 | 1-1 | 3-1 | 1-1 | 2-0 | 2-2  | 0-4 | 0-0 | 1-0 | 3-2  | 2-0 | 0-0  | 0-1 | 1-3  | 1-1  | 1-3  |     | 2-1   |
| ES Troyes AC                                               | 1-0 | 1-2 | 3-0 | 0-1 | 0-2 | 1-1 | 0-0 | 2-0  | 1-1 | 0-0 | 0-4 | 0-2  | 2-0 | 1-0  | 1-2 | 0-1  | 2-0  | 0-2  | 1-0 |       |
| - Victoire à domicile - Match nul - Victoire à l'extérieur |     |     |     |     |     |     |     |      |     |     |     |      |     |      |     |      |      |      |     |       |

a Comptant pour la 8e journée de L1, et initialement conclu le 21 septembre 2002 sur le même score de 3-1 (buts, dans cet ordre, de Kapo, N'Diefi et doublé de Benjani), le match est annulé à la suite d'une réserve technique déposée par Sedan après le deuxième but auxerrois : ce but avait en effet été inscrit immédiatement après l'égalisation sedanaise, mais les joueurs de Sedan n'étaient pas tous revenus dans leur camp au coup d'envoi. Le match est finalement rejoué le 8 avril 2003 (soit deux mois après le match « retour », disputé le 5 février 2003) pour un résultat similaire (buts, dans cet ordre, de Benjani, N'Diefi, Benjani et Cissé).

## Les grandes dates de la saison
- Ven 2 août 2002 : Match d'ouverture du Championnat de France 2002-2003 : Guingamp-Lyon 3-3
- Dim 15 décembre 2002 : Fin des matches aller. L'Olympique de Marseille est en tête du classement d'automne avec 34 pts, suivi de Nice (33 pts) et de l'AS Monaco, Lyon et l'AJ Auxerre (32 pts)
- Mar 20 mai 2003 : 37e journée du Championnat de France : en obtenant le match nul 1-1 à Montpellier, l'Olympique lyonnais devient Champion de France pour la seconde année consécutive.
- Sam 24 mai 2003 : 38e et dernière journée, l'Olympique lyonnais totalise 68 pts ; l'AS Monaco (67 pts) et l'Olympique de Marseille (65 pts) complètent le podium.

## Bilan de la saison
- Qualifiés pour la Ligue des Champions : Olympique lyonnais et AS Monaco.
- Qualifié pour le 3e tour préliminaire de la Ligue des Champions : Olympique de Marseille.
- Qualifiés pour la Coupe de l'UEFA : Girondins de Bordeaux, FC Sochaux[3] et AJ Auxerre (vainqueur de la Coupe de France).
- Qualifié pour le tour préliminaire de la Coupe de l'UEFA : RC Lens.
- Qualifiés pour la Coupe Intertoto : EA Guingamp, FC Nantes et OGC Nice.
- Relégués en Ligue 2 : Le Havre AC, CS Sedan-Ardennes et ES Troyes AC.
- Joueront la saison suivante en Ligue 1 : Toulouse FC, Le Mans UC et FC Metz.

## Les champions de France
| Joueur               | Nationalité | Matchs joués | Buts |
| -------------------- | ----------- | ------------ | ---- |
| Sonny Anderson       | Brésil      | 24           | 12   |
| Florent Balmont      | France      | 9            | 0    |
| Jérémie Bréchet      | France      | 31           | 0    |
| Cláudio Caçapa       | Brésil      | 26           | 2    |
| Éric Carrière        | France      | 29           | 6    |
| Jean-Marc Chanelet   | France      | 14           | 1    |
| Grégory Coupet       | France      | 35           | 0    |
| Éric Deflandre       | Belgique    | 21           | 0    |
| Vikash Dhorasoo      | France      | 27           | 2    |
| Christophe Delmotte  | France      | 26           | 5    |
| Mahamadou Diarra     | Mali        | 27           | 1    |
| Edmílson             | Brésil      | 26           | 0    |
| Sidney Govou         | France      | 23           | 7    |
| Juninho Pernambucano | Brésil      | 31           | 13   |
| Alexandre Hauw       | France      | 3            | 0    |
| Florent Laville      | France      | 13           | 0    |
| Péguy Luyindula      | France      | 33           | 11   |
| Laurent Montoya      | France      | 1            | 0    |
| Patrick Müller       | Suisse      | 30           | 1    |
| Frédéric Née         | France      | 7            | 1    |
| Nicolas Puydebois    | France      | 2            | 0    |
| Demba Touré          | Sénégal     | 2            | 0    |
| Tony Vairelles       | France      | 15           | 2    |
| Rémy Vercoutre       | France      | 2            | 0    |
| Philippe Violeau     | France      | 29           | 1    |

## Buteurs
| Place | Joueur                  | Nationalité                      | Club                     | Buts |
| ----- | ----------------------- | -------------------------------- | ------------------------ | ---- |
| 1er   | Shabani Nonda           | République démocratique du Congo | AS Monaco FC             | 26   |
| 2e    | Pauleta                 | Portugal                         | FC Girondins de Bordeaux | 23   |
| 3e    | Didier Drogba           | Côte d'Ivoire                    | EA Guingamp              | 17   |
| 4e    | Djibril Cissé           | France                           | AJ Auxerre               | 14   |
| -     | Henri Camara            | Sénégal                          | CS Sedan                 | 14   |
| 6e    | Juninho                 | Brésil                           | Olympique lyonnais       | 13   |
| 7e    | Sonny Anderson          | Brésil                           | Olympique lyonnais       | 12   |
| -     | Dado Pršo               | Croatie                          | AS Monaco FC             | 12   |
| -     | Kaba Diawara            | Guinée                           | OGC Nice                 | 12   |
| -     | Antoine Sibierski       | France                           | RC Lens                  | 12   |
| 11e   | Jean-Claude Darcheville | France                           | FC Girondins de Bordeaux | 11   |
| -     | Ludovic Giuly           | France                           | AS Monaco FC             | 11   |
| -     | Peguy Luyindula         | France                           | Olympique lyonnais       | 11   |
| 14e   | Stéphane Carnot         | France                           | EA Guingamp              | 10   |
| -     | Florent Malouda         | France                           | EA Guingamp              | 10   |
| -     | Florian Maurice         | France                           | SC Bastia                | 10   |
| -     | Frédéric Piquionne      | France                           | Stade rennais FC         | 10   |
| 18e   | Mickaël Pagis           | France                           | FC Sochaux               | 9    |
| -     | Pierre-Alain Frau       | France                           | FC Sochaux               | 9    |
| -     | Daniel Moreira          | France                           | RC Lens                  | 9    |
| -     | Danijel Ljuboja         | Serbie-et-Monténégro             | RC Strasbourg            | 9    |